# WCT Orlando Classic 1974
Il WCT Orlando Classic 1974 è stato un torneo di tennis giocato sul cemento. È stata la 1ª edizione del torneo, che fa parte del World Championship Tennis 1974. Si è giocato ad Orlando negli Stati Uniti dall'8 al 14 aprile 1974.

## Campioni

### Singolare maschile
John Newcombe ha battuto in finale  Jaime Fillol con il punteggio di 6–2 3–6 6–3

### Doppio maschile
Owen Davidson /  John Newcombe hanno battuto in finale  Brian Gottfried /  Dick Stockton con il punteggio di 7–6, 6–3